# Iggesundsön
Iggesundsön är en ö i Hälsingland. Ön är 2899 hektar stor och därmed Sveriges trettiofjärde största.
Ön begränsas av (i moturs ordning) Bottenhavet, Delångersån, Vikarsjön, Iggsjön, Viksjön och Iggesundsån. Omkring 3 000 personer bor på ön, de flesta i tätorten Iggesund.
Iggesundsön kallas i äldre dokument från SCB Iggesund-Skälölandet-Långön.